# Bychawka (gromada)
Bychawka – dawna gromada, czyli najmniejsza jednostka podziału terytorialnego Polskiej Rzeczypospolitej Ludowej w latach 1954–1972.
Gromady, z gromadzkimi radami narodowymi (GRN) jako organami władzy najniższego stopnia na wsi, funkcjonowały od reformy reorganizującej administrację wiejską przeprowadzonej jesienią 1954 do momentu ich zniesienia z dniem 1 stycznia 1973, tym samym wypierając organizację gminną w latach 1954–1972.
Gromadę Bychawka z siedzibą GRN w Bychawce (obecnie jest to pięć wsi: Bychawka Pierwsza, Bychawka Druga, Bychawka Druga-Kolonia, Bychawka Trzecia i Bychawka Trzecia-Kolonia) utworzono – jako jedną z 8759 gromad na obszarze Polski – w powiecie lubelskim w woj. lubelskim na mocy uchwały nr 12 WRN w Lublinie z dnia 5 października 1954. W skład jednostki weszły.:
- ze zniesionej gminy Piotrowice w tymże powiecie:
  - obszary dotychczasowych gromad[6] Bychawka B, Bychawka C i Wierciszów,
  - południowa część dotychczasowej gromady Iżyce obejmująca miejscowości Bychawka, Bychawka A Nr 1 i Bychawka Nr 2,
  - południowo-zachodnia część dotychczasowej gromady Tuszów (o powierzchni około 80 ha);
- ze zniesionej gminy Bychawa w tymże powiecie:
  - obszar dotychczasowej gromady Zdrapy.

Dla gromady ustalono 26 członków gromadzkiej rady narodowej.
1 stycznia 1956 gromada weszła w skład nowo utworzonego powiatu bychawskiego w tymże województwie.
1 stycznia 1958 do gromady Bychawka włączono kolonię Wincentówek ze znoszonej gromady Bychawa w tymże powiecie.
1 stycznia 1969 z gromady Bychawka wyłączono wsie Wierciszów i Kolonia Bychawka „C”, włączając je do gromady Jabłonna w tymże powiecie, po czym gromadę Bychawka zniesiono, włączając jej (pozostały) obszar do nowo utworzonej gromady Bychawa tamże.